# 凱文·紐曼
凱文·布萊德利·紐曼（英語：Kevin Bradley Newman，1993年8月4日—），為美國職棒大聯盟的游擊手，目前效力於洛杉磯天使，他先前曾效力於海盜、紅人與響尾蛇等隊。紐曼就讀於亞利桑那大學，並在2015年美國職棒大聯盟選秀的第一輪被響尾蛇選走。

## 職業生涯
2015年大聯盟選秀，響尾蛇在第一輪19順位選進紐曼。他和球隊後加入了短期1A，並在8月升上1A。這年他總共出賽61場比賽，打擊率為2成57，並敲出2轟與17分打點。2016年他升上高階1A，不久便升上2A。2017年季中，紐曼升上3A。整年打擊率為2成67，並敲出4轟與41分打點。
2018年，紐曼在小聯盟的打擊率突破3成，他也因此在8月中登上大聯盟。2019年4月6日，紐曼敲出大聯盟生涯第一支再見安打。那年他的打擊率為3成08，而他敲出國聯最多的22支內野安打，另外每8個打席就被三振一次也是國聯最高。

## 個人生活
紐曼目前已婚，他和他老婆Shayne在2021年1月迎來第一胎。目前他們一家現居於亞利桑那的錢德勒。

## 外部連結
- 球員資訊和成績在MLB ，ESPN ，Retrosheet ，Baseball Reference ，Baseball Reference (Minors) ，Fangraphs ，The Baseball Cube （英文）